# William Harry Evans
Pour les articles homonymes, voir Evans.
William Harry Evans est un entomologiste britannique, né le 22 juillet 1876 à Shillong en Assam et mort le 13 novembre 1956 à Church Whitfield, près de Douvres.
Il étudie au King’s School de Canterbury. Il rejoint, à 18 ans, le corps des Royal Engineers. Il sert en Inde, en Somalie et en France et atteint le rang de brigadier. Il récolte de nombreux papillons lors de ses séjours en Inde et fait paraître des ouvrages de détermination de cette faune. Après sa retraite en 1932, il travaille bénévolement au Muséum d'histoire naturelle de Londres et fait paraître plusieurs catalogues sur les Hesperiidae du British Museum. Il est membre de la Société entomologique de Londres.

## Source
- (en) Biographie sur le site du Natural History Museum de Londres